# Baksan (Stadt)
Baksan (russisch Бакса́н) ist eine Stadt in der nordkaukasischen Republik Kabardino-Balkarien mit 36.860 Einwohnern (Stand 14. Oktober 2010).

## Geografie
Die Stadt liegt am Nordrand des Großen Kaukasus etwa 25 km nordwestlich der Republikhauptstadt Naltschik am Baksan, einem rechten Nebenfluss der in den Terek mündenden Malka.
Baksan bildet einen eigenständigen Stadtkreis und ist zugleich Verwaltungszentrum des gleichnamigen Rajons.
Die Stadt liegt an der Fernstraße M29 Rostow am Don – Aserbaidschanische Grenze, die hier autobahnartig ausgebaut ist und als Umgehungsstraße südwestlich um die Stadt geführt wird.

## Geschichte
Ein Dorf an der Stelle der heutigen Stadt wurde erstmals 1748 urkundlich erwähnt. 1822 wurde eine befestigte Siedlung als Teil der Kaukasus-Verteidigungslinie an der damaligen Südgrenze des Russischen Reiches errichtet. Eine weitere Siedlung wurde 1891 durch Umsiedler aus Zentralrussland und der Ukraine gegründet.
Allmählich wuchsen diese Siedlungen zusammen; 1960 wurde Staraja Krepost (bzw. kabardinisch Kutschmasukino nach dem kabardinischen Fürstengeschlecht Kuschmasoko) angeschlossen. 1964 erhielt der Ort den Status einer Siedlung städtischen Typs und 1967 das Stadtrecht.
2003 wurde das unmittelbar gegenüber am rechten Ufer des Baksan gelegene große Dorf Dugulubgei (früher Kysburun 3-j/Kysburun Treti) eingemeindet, sodass die Einwohnerzahl gegenüber der letzten Volkszählung 2002 stark anstieg. Einige Jahre später wurde das Dorf jedoch unter der modifizierten Bezeichnung Dygulybgei wieder im Rahmen des Stadtkreises Baksan selbständig.

### Bevölkerungsentwicklung
| Jahr | Einwohner | Anmerkung             |
| ---- | --------- | --------------------- |
| 1939 | 3.805     | Kysburun Treti 5.197  |
| 1959 | 3.583     | Staraja Krepost 8.018 |
| 1970 | 18.443    | Kysburun Treti 8.898  |
| 1979 | 21.843    | Kysburun Treti 11.020 |
| 1989 | 28.800    |                       |
| 2002 | 35.805    | Dugulubgei 20.355     |
| 2010 | 36.860    | Dygulybgei 20.228     |

Anmerkung: Volkszählungsdaten

## Wirtschaft
In Baksan gibt es Werke für Radioelektronik und Fahrzeugersatzteile sowie der Textil- und Lebensmittelindustrie.
Oberhalb der Stadt liegt am Fluss Baksan das Baksan-Wasserkraftwerk.

## Persönlichkeiten
- Resiuan Muchamedowitsch Mirsow (* 1993), Fußballspieler